# Paraliparis balgueriasi
Paraliparis balgueriasi är en fiskart som beskrevs av Matallanas, 1999. Paraliparis balgueriasi ingår i släktet Paraliparis och familjen Liparidae. Inga underarter finns listade i Catalogue of Life.